# ルイ・スクラヴィス
ルイ・スクラヴィス（Louis Sclavis、1953年2月2日 - ）は、フランスのジャズ・ミュージシャン。アヴァンギャルド・ジャズ、フリー・ジャズ、フリー・インプロヴィゼーション、現代音楽など、さまざまなジャンルでクラリネット、バスクラリネット、ソプラノサックスを演奏している。 

## 略歴
スクラヴィスは、アンリ・テキシェ・カルテットと共演を行っている。
彼は次のような数々の賞を受賞している。ジャンゴ・ラインハルト賞 (Prix Django Reinhardt)「最優秀フランス・ジャズ・ミュージシャン」（1988年）。バルセロナ・ビエンナーレ最優秀賞（1989年）。MIDEMにおける「最優秀外国人アーティスト」ブリティッシュ・ジャズ賞（1990/1991年）。ジャンゴ・ドール「年間最優秀フランス・ジャズ・レコード」（1993年）。SACEM 2009年グランプリ。
彼はジャズとフランスのフォークソングを組み合わせた最初の一人であり、ハーディ・ガーディ奏者のヴァレンティン・クラストリエと最もよく共演した。

## ディスコグラフィ

### リーダー・アルバム
- Ad Augusta Per Angustia (1981年、Nato)
- Clarinettes (1985年、Label Bleu)
- Chine (1987年、Ida)
- Chamber Music (1989年、Ida)
- Ellington on the Air (1991年、Ida)
- 『ルージュ』 - Rouge (1991年、ECM)
- 『トリオ・ド・クラリネット』 - Trio de Clarinettes: Live (1991年、FMP)
- 『アコースティック・クァルテット』 - Acoustic Quartet (1994年、ECM) ※with ドミニク・ピファレリ
- Carnet de Routes (1995年、Label Bleu)
- Ceux qui veillent la nuit (1996年、JMS)
- Danses et Autres Scenes (1998年、JMS)
- Les Violences de Rameau (1996年、ECM)
- Suite Africaine (1999年、Label Bleu)
- 『ラフロントマン・デ・プレタンダン』 - L'Affrontement des Prétendants (1999年、ECM)
- 『ダン・ラ・ニュイ〜フォー・サイレント・ムーヴィー』 - Dans la Nuit (2000年、ECM)
- Napoli's Walls (2002年、ECM)
- Bow River Falls (2004年、Koch)
- 『ROMAN』 - Roman (2004年) ※with ジャン＝マルク・モンテラ[5]
- African Flashback (2005年、Label Bleu)
- 『歯車のように〜ルイ・スクラヴィス&クヮチュオール・アバネラ シングルリードの饗宴!』 - L'Engrenage (2006年、Alpha) ※with クヮチュオール・アバネラ
- L'Imparfait des Langues (2007年、ECM)
- 『ロスト・オン・ザ・ウェイ』 - Lost on the Way (2009年、ECM)
- Yokohama (2009年、Intakt Records) ※with 高瀬アキ
- Eldorado Trio (2010年、Clean Feed)
- Sources (2012年、ECM)
- Silk and Salt Melodies (2014年、ECM)
- Characters On A Wall (2019年、ECM)
- Les Cadences Du Monde (2022年、JMS)

## フィルモグラフィ
- 1999年 : Ça commence aujourd'hui ※ベルトラン・タヴェルニエ監督 (ソニー・ミュージック・フランス)
- 2002年 : Un moment de bonheur ※Antoine Santana監督
- 2002年 : Dans la nuit ※ シャルル・ヴァネル監督 (ECM)
- 2002年 : Vivre me tue ※Jean-Pierre Sinapi監督
- 2007年 : Après lui ※ガエル・モレル監督
- 2009年 : Plus tard tu comprendras ※アモス・ギタイ監督
- 2009年 : Portraits-autoportraits ※Gilles Porte監督
- 2011年 : Roses à crédit ※アモス・ギタイ監督